# Josip Skoblar
Josip Skoblar (* 12. März 1941 in Privlaka, Königreich Jugoslawien, heute Kroatien) ist ein ehemaliger jugoslawischer Fußballspieler und -trainer.

## Karriere

### Als Spieler
Der Stürmer Skoblar begann seine Karriere bei NK Zadar 1958. 1959, mit 18 Jahren, wechselte er zum Spitzenclub OFK Belgrad, wo er bis 1966 spielte. Hier wurde er jugoslawischer Fußballnationalspieler und nahm an der Fußball-Weltmeisterschaft 1962 in Chile teil, bei der Jugoslawien im Viertelfinale gegen Deutschland gewann und nach der Halbfinalniederlage gegen die Tschechoslowakei Vierter wurde. Skoblar bestritt für Jugoslawien 32 Länderspiele und erzielte dabei 11 Tore.
1966 wechselte Skoblar ins Ausland und schloss sich Hannover 96 an. Da er wegen der üblichen einjährigen Sperre seitens des DFB keine Spielgenehmigung für die Bundesliga erhielt, wurde er leihweise zum französischen Klub Olympique Marseille transferiert. Dort überzeugte er mit einer hohen Trefferquote (13 Tore in 15 Erstligaeinsätzen) und stieß im Sommer 1967 zur Hannoveraner Bundesligamannschaft. Hier bildete er mit Hans Siemensmeyer und dem 1967 neu verpflichteten Jupp Heynckes die Angriffsreihe der Niedersachsen. Im Auswärtsspiel beim Karlsruher SC am 11. September 1967 trat Skoblar ohne Ball seinen Gegenspieler Klaus Slatina, das Vergehen wurde knapp zwei Wochen später vom DFB als Tätlichkeit gewertet und Skoblar mit einer zweimonatigen Sperre bis zum 9. November belegt. In den folgenden Jahren gehörte er als treffsicherer Angreifer zu den Garanten für den Klassenerhalt. Während der laufenden Spielzeit 1969/70 Mitte November 1969 verkaufte ihn die Vereinsführung überraschend zurück an Olympique Marseille – gemäß einer Vertragsklausel hätte er für 50.000 D-Mark zum Saisonende wechseln dürfen und so kassierte Hannover 96 vermutlich die doppelte Summe.
Bei Olympique Marseille schoss er sich in die Herzen der Fans und galt auch im frühen 21. Jahrhundert immer noch als der beste Stürmer den die Phocéens – trotz zweier Torjäger vom Format eines Gunnar Andersson und eines Jean-Pierre Papin – je hatten. Gleich in seiner ersten Saison nach der Rückkehr erzielte er 44 Tore in der Division 1, was bis heute Trefferrekord in der französischen Liga ist. 1972 gelangen ihm 30, 1973 26 Tore (womit er jeweils erneut Torschützenkönig wurde) und auch 1974 noch 20 Treffer. Skoblar stellte einen weiteren „Rekord für die Ewigkeit“ auf, indem er in seinen ersten 100 Ligaspielen ebenso viele Tore schoss.
Als er 1975 seine Spielerkarriere beendete, hatte er für Olympique in 174 Punktspielen 151 Treffer erzielt; dazu kamen mehrere Erfolge in den nationalen und internationalen Pokalwettbewerben. 1972 gewann er Meisterschaft und Pokal (mit einem Skoblar-Tor beim 2:1-Finalsieg über SEC Bastia) und damit den Doublé.

### Als Funktionär
Skoblar war ab 1977 zeitweise bei Olympique Marseille als Sportdirektor beschäftigt, Ende November 1978 wurde er entlassen. In den 1990ern war er zudem als Spielerscout für Marseille tätig. In der Saison 1987/88 trainierte er als Nachfolger von Ernst Happel den Hamburger SV, bat allerdings bereits nach 15 Spieltagen um die Aufhebung des Vertrags, nachdem der Vizemeister und Pokalsieger der Vorsaison nur auf dem neunten Rang lag. Skoblar berichtete anschließend von einem schwierigen Verhältnis zum damaligen HSV-Manager Felix Magath. Magath wiederum warf dem Trainer vor, dieser hätte „konsequenter sein müssen. Er ließ den Spielern zu viele Freiheiten“. Des Weiteren hatte Skoblar laut Magath nicht weiter erläuterte „andere Probleme, keine sportlichen.“ Im Januar 1988 unterschrieb er einen Vertrag als Trainer von Čelik Zenica. Erfolge hatte er als Trainer des HNK Hajduk 1986/87 und 1990/91.
1994 war er Trainer des Olympique Nîmes.

## Erfolge

### Als Spieler
- Nationalmannschaft
  - WM-Vierter: 1962

- OFK Belgrad
  - Jugoslawischer Pokal: 1962, 1966
- Olympique Marseille
  - Französischer Meister: 1971, 1972
  - Französischer Pokalsieger: 1972

### Als Trainer
- Hajduk Split
  - Jugoslawischer Pokal: 1987, 1991

### Individuell
- Goldener Schuh für den besten Torschützen Europas: 1970/71
- Torschützenkönig französische Liga: 1971, 1972, 1973
- Bester ausländischer Spieler der französischen Liga: 1970, 1971[10]
- Rekordtorschützenkönig der französischen Liga: 44 Treffer